# Canais semicirculares

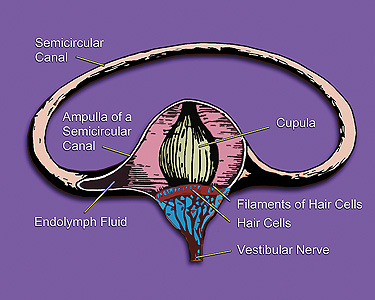
Canal semicircular do sistema vestibular - corte

Os canais semicirculares são três tubos ósseos ocos dispostos perpendiculares entre si, interconectados e cheios de líquido, denominados: endolinfa e perilinfa, os quais fazem parte do aparelho vestibular da orelha. Ou seja, são três regiões dilatadas localizadas acima do utrículo (órgão otolítico) no orelha interna. São três tubos em cada ouvido.

## Estrutura
Os canais semicirculares são um componente do labirinto ósseo. Em uma das extremidades de cada canal semicircular há um saco dilatado chamado de ampola óssea, com mais de duas vezes o diâmetro do canal. Cada ampola contém uma crista de ampola,  que consiste em uma capa gelatinosa espessa chamada cúpula e muitas células ciliadas. Os canais semicirculares superior e posterior são orientados verticalmente em ângulo reto entre si. O canal semicircular lateral tem aproximadamente um ângulo de 30 graus em relação ao plano horizontal. As orientações dos canais fazem com que um canal diferente seja estimulado pelo movimento da cabeça em diferentes planos. O canal horizontal detecta aceleração angular da cabeça quando a cabeça é girada e os canais superiores e posteriores detectam movimentos verticais da cabeça quando a cabeça é movida para cima ou para baixo.
Quando a cabeça muda de posição, a endolinfa dos canais fica para trás devido à inércia e isso atua na cúpula que dobra os cílios das células ciliadas. A estimulação das células ciliadas envia a mensagem ao cérebro de que a aceleração está ocorrendo. As ampolas abrem-se no vestíbulo por cinco orifícios, sendo uma das aberturas comum a dois dos canais.
Entre as espécies de mamíferos, o tamanho dos canais semicirculares está correlacionado com o tipo de locomoção. Especificamente, espécies que são ágeis e têm locomoção rápida e irregular possuem canais maiores em relação ao tamanho do corpo do que aqueles que se movem com mais cautela.

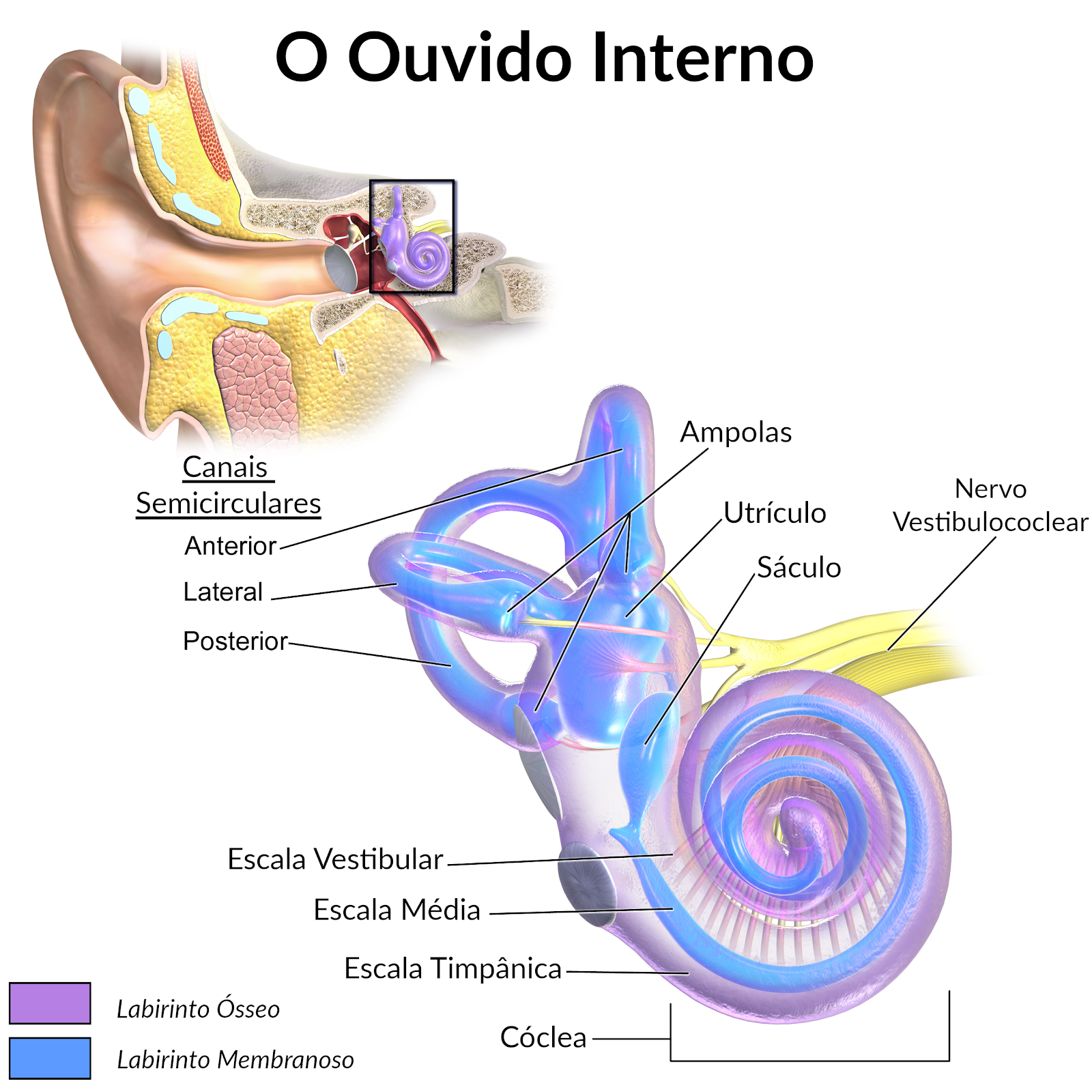
Anatomia do ouvido interno e localização do aparelho vestibular, canais semicirculares

### Canal semicircular horizontal
O canal lateral ou horizontal (canal semicircular externo) é o mais curto dos três canais. O movimento do fluido dentro deste canal corresponde à rotação da cabeça em torno de um eixo vertical (isto é, o gargalo), ou por outras palavras, rotação no plano transversal. Isso ocorre, por exemplo, quando você vira a cabeça para os lados esquerdo e direito antes de atravessar uma estrada.  Mede de 12 a 15 mm, e seu arco é direcionado horizontalmente para trás e lateralmente; Assim, cada canal semicircular está em ângulo reto com os outros dois. Sua extremidade ampolar corresponde ao ângulo superior e lateral do vestíbulo, logo acima da janela oval, onde se abre próximo à extremidade ampolar do canal superior; sua extremidade oposta se abre na parte superior e posterior do vestíbulo. O canal lateral de uma orelha está quase no mesmo plano que a outra; enquanto o canal superior de uma orelha é quase paralelo ao canal posterior da outra.

Cóclea e Sistema Vestibular.

### Canal semicircular superior
O canal semicircular anterior ou superior é uma parte do sistema vestibular e detecta rotações da cabeça em torno do eixo lateral, ou seja, rotação no plano sagital. Isso ocorre, por exemplo, quando acenando com a cabeça.  Tem 15 a 20 mm de comprimento, é vertical na direção e é colocado transversalmente ao longo eixo da parte petrosa do osso temporal, na superfície anterior da qual seu arco forma uma projeção arredondada. Ele descreve cerca de dois terços de um círculo. Sua extremidade lateral é ampolar e abre na parte superior do vestíbulo; a extremidade oposta se une à parte superior do canal posterior para formar o ramo comum (crus commune), que se abre para a parte superior e medial do vestíbulo.

### Canal semicircular posterior
O canal semicircular posterior é uma parte do sistema vestibular que detecta a rotação da cabeça em torno do eixo esquerdo-direito (frontal), ou seja, a rotação no plano coronal. Isso ocorre, por exemplo, quando você move a cabeça para tocar seus ombros.

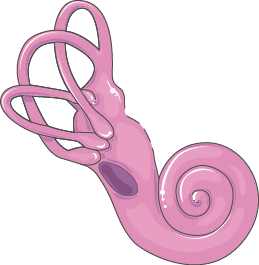
Canais semicirculares e Cóclea

É dirigido superiormente, conforme sua nomenclatura e, posteriormente, quase paralelo à superfície posterior do osso petroso. O aqueduto vestibular é imediatamente medial a ele. O canal posterior é parte do labirinto ósseo e é usado pelo sistema vestibular para detectar rotações da cabeça no plano coronal. É o mais longo dos três canais, medindo de 18 a 22 mm. Sua extremidade inferior ou ampola se abre para a parte inferior e posterior do vestíbulo, sua parte superior para a comuna crus.

## Função
Os dutos semicirculares fornecem informações sensoriais para experiências de movimentos rotatórios. Eles são orientados ao longo dos eixos de inclinação, rotação e inclinação. Cada canal é preenchido com um fluido chamado endolinfa e contém sensores de movimento dentro dos fluidos. Na base de cada canal, a região óssea do canal é alargada, que se abre para o utrículo e tem um saco dilatado em uma extremidade chamada de ampola óssea. Dentro da ampola há um monte de células ciliadas e células de suporte chamadas crista ampular. Essas células ciliadas têm muitas projeções citoplasmáticas na superfície apical, chamadas estereocílios, que estão embutidas em uma estrutura gelatinosa chamada cúpula. Quando a cabeça gira, o ducto se move, mas a endolinfa fica atrasada devido à inércia. Isso desvia a cúpula e inclina o estereocílio para dentro. A flexão desses estereocílios altera um sinal elétrico que é transmitido ao cérebro. Dentro de aproximadamente 10 segundos após atingir o movimento constante, a endolinfa alcança o movimento do ducto e a cúpula não é mais afetada, parando a sensação de aceleração.
A gravidade específica da cúpula é comparável à da endolinfa circundante. Consequentemente, a cúpula não é deslocada pela gravidade, ao contrário das membranas otolíticas do utrículo e do sáculo. Tal como acontece com as células ciliadas maculares, as células ciliadas da crista ampular irão despolarizar quando os esterocílios se desviarem para o cinocílio. A deflexão na direção oposta resulta em hiperpolarização e inibição. No canal horizontal, o fluxo da linfa é necessário para a estimulação de células ciliadas.
Este período de adaptação é em parte a causa de uma ilusão conhecida como "o apego", muitas vezes experimentada pelos pilotos. Quando um piloto entra em um turno, as células ciliadas nos canais semicirculares são estimuladas, dizendo ao cérebro que a aeronave e o piloto não estão mais se movendo em linha reta, mas fazendo uma curva inclinada. Se o piloto mantivesse um giro constante, a endolinfa eventualmente alcançaria os dutos e deixaria de desviar a cúpula. O piloto não se sentiria mais como se a aeronave estivesse em um turno.
À medida que o piloto sai do turno, os canais semicirculares são estimulados a fazer com que o piloto pense que agora estão virando na direção oposta, em vez de voar em linha reta e nivelada. Em resposta a isso, o piloto muitas vezes se inclina na direção do giro original na tentativa de compensar essa ilusão. Uma forma mais séria disso é chamada de espiral da morte. Em vez de o piloto se inclinar na direção do giro original, eles podem realmente entrar novamente no turno. Conforme a endolinfa se estabiliza, os canais semicirculares param de registrar a curva gradual e a aeronave perde lentamente a altitude até atingir o solo.  Eles fornecem ainda informações sensoriais sobre a velocidade, permitindo que o reflexo vestíbulo-ocular (RVO) produza um movimento ocular proporcional ao movimento cefálico. Dessa forma o olho permanece imóvel enquanto a cabeça realiza a movimentação, levando a uma visão clara.